# Старі Узелі
Старі́ Узелі́ (рос. Старые Узели) — село у складі Бугурусланського району Оренбурзької області, Росія.

## Населення
Населення — 289 осіб (2010; 398 у 2002).
Національний склад (станом на 2002 рік):
- мордва — 77 %